# Sekundärvegetation
Bei der Sekundärvegetation handelt es sich um die Nachfolgegeneration, die sich nach der vollständigen oder teilweisen Zerstörung der Primärvegetation durch den Menschen (z. B. durch Rodung) bildet.